# VM i curling 1987 (kvinder)
Verdensmesterskabet i curling for kvinder 1987 var det niende VM i curling for kvinder. Mesterskabet blev arrangeret af World Curling Federation og afviklet på Lake Forest College i Chicago, Illinois, USA i perioden 22. - 28. marts 1987. USA var vært for mesterskabet for første gang.
Mesterskabet blev vundet af Canadas hold bestående af skipper Pat Sanders samt Georgina Hawkes, Louise Herlinvaux og Deb Massullo, som i finalen besejrede Vesttysklands hold anført af skipper Andrea Schöpp med 14-2, og dermed vandt Canada verdensmesterskabet for fjerde år i træk og femte gang i alt, mens Vesttyskland og Schöpp måtte nøjes med sølvmedaljerne for andet VM i træk, hvilket imidlertid var en tangering af nationens bedste VM-resultat. Bronzemedaljerne blev vundet af Schweiz, som i bronzekampen mellem de to tabende semifinalister, besejrede Norge med 7-4.
Danmark blev repræsenteret af et hold fra Hvidovre Curling Club under ledelse af Helena Blach, som endte på syvendepladsen efter at have opnået fire sejre og syv nederlag.

## Hold
Mesterskabet havde deltagelse af 10 hold: Otte fra Europa og to fra Nordamerika:
| Europa   |              | Nordamerika |
| Danmark  | Schweiz      | Canada      |
| Finland  | Skotland     | USA         |
| Frankrig | Sverige      |             |
| Norge    | Vesttyskland |             |

## Resultater
De ti deltagende hold spillede først et grundspil alle-mod-alle, hvilket gav ni kampe til hvert hold. De fire bedste hold efter grundspillet gik videre til slutspillet om medaljer.

### Grundspil
De ti hold spillede en enkeltturnering alle-mod-alle, hvilket gav ni kampe til hvert hold. De fire bedste hold i grundspillet gik videre til slutspillet.
Grundspillet blev vundet af Canada med 8 sejre foran Tyskland med 7 sejr efterfulgt af Norge og Schweiz, begge med 6 sejre, så de fire hold gik videre til slutspillet.
| Runde | Kampe | Kampe | Kampe | Kampe | Kampe | Kampe | Kampe | Kampe | Kampe | Kampe |
| ----- | ----- | ----- | ----- | ----- | ----- | ----- | ----- | ----- | ----- | ----- |
| 1     |       |       |       |       |       |       |       |       |       |       |
| 2     |       |       |       |       |       |       |       |       |       |       |
| 3     |       |       |       |       |       |       |       |       |       |       |
| 4     |       |       |       |       |       |       |       |       |       |       |
| 5     |       |       |       |       |       |       |       |       |       |       |
| 6     |       |       |       |       |       |       |       |       |       |       |
| 7     |       |       |       |       |       |       |       |       |       |       |
| 8     |       |       |       |       |       |       |       |       |       |       |
| 9     |       |       |       |       |       |       |       |       |       |       |
| TB1   |       |       |       |       |       |       |       |       |       |       |
| TB2   |       |       |       |       |       |       |       |       |       |       |

| Plac. | Hold         | Kampe | Vundne | Tabte | Indbyrdes | Tiebreak                               |
| ----- | ------------ | ----- | ------ | ----- | --------- | -------------------------------------- |
| 1.    | Canada       | 9     | 8      | 1     |           |                                        |
| 2.    | Vesttyskland | 9     | 7      | 2     |           |                                        |
| 3.    | Norge        | 9     | 6      | 3     | w1        |                                        |
| 4.    | Schweiz      | 9     | 6      | 3     | w0        |                                        |
| 5.    | USA          | 9     | 5      | 4     | w1        |                                        |
| 6.    | Sverige      | 9     | 5      | 4     | w0        |                                        |
| 7.    | Danmark      | 9     | 2      | 7     |           | Vandt over Finland og Frankrig         |
| 8.    | Frankrig     | 9     | 2      | 7     |           | Vandt over Skotland, tabte til Danmark |
| 9.    | Finland      | 9     | 2      | 7     |           | Tabte til Danmark, vandt over Skotland |
| 10.   | Skotland     | 9     | 2      | 7     |           | Tabte til Frankrig og Finland          |

### Slutspil
De fire bedste hold fra grundspillet spillede i slutspillet om medaljer.
| Runde       | Kampe                 | Kampe |
| ----------- | --------------------- | ----- |
| Semifinaler | Norge - Vesttyskland  | 2-9   |
| Semifinaler | Canada - Schweiz      | 5-4   |
| Bronzekamp  | Schweiz - Norge       | 7-4   |
| Finale      | Vesttyskland - Canada | 2-14  |

### Samlet rangering
| Plac.  | Hold         | 4                  | 3               | 2                  | 1                  | Reserve         |
| ------ | ------------ | ------------------ | --------------- | ------------------ | ------------------ | --------------- |
| Guld   | Canada       | Pat Sanders        | Georgina Hawkes | Louise Herlinvaux  | Deb Massullo       |                 |
| Sølv   | Vesttyskland | Andrea Schöpp      | Almut Hege      | Monika Wagner      | Elinore Schöpp     |                 |
| Bronze | Schweiz      | Marianne Flotron   | Gisela Peter    | Beatrice Frei      | Caroline Rück      |                 |
| 4.     | Norge        | Anne Jøtun Bakke   | Hilde Jøtun     | Ingvill Githmark   | Billie Sørum       |                 |
| 5.     | USA          | Sharon Good        | Joan Fish       | Beth Bronger-Jones | Aija Edwards       |                 |
| 6      | Sverige      | Elisabeth Högström | Birgitta Sewik  | Eva Andersson      | Bitte Berg         | Inga Arfwidsson |
| 7.     | Danmark      | Jette Olsen        | Helena Blach    | Malene Krause      | Lone Kristoffersen |                 |
| 8.     | Frankrig     | Annick Mercier     | Agnes Mercier   | Andrée Dupont-Roc  | Catherine Lefebvre |                 |
| 9.     | Finland      | Taru Kivinen       | Jaana Jokela    | Nina Ahvenainen    | Kirsi Jeskanen     |                 |
| 10.    | Skotland     | Marion Miller      | Janice Miller   | Jane McConnell     | Moira McConnell    |                 |